# Christian Wilhelm Luther
Christian Wilhelm Luther (* 26. Januarjul. / 7. Februar 1857greg. in Tallinn; † 22. Januar 1914 in Heidelberg) war ein deutschbaltischer Industrieller.

## Leben und Unternehmertum
Christian Wilhelm Luther wurde als Sohn des deutschbaltischen Kaufmanns, Unternehmers und Ratsherrn Alexander Martin Luther (1810–1876) in der estnischen Hauptstadt Tallinn (deutsch Reval) geboren. Der Vater hatte es gemeinsam mit dem Geschäftsmann Markel Makarov durch den Handel mit Baustoffen und Holz zu großem Wohlstand gebracht. Insbesondere der Import von Dachschindeln aus Finnland erschloss der Firma im Baltikum neue Märkte.
Christian Wilhelm Luther besuchte bis 1873 das Gouvernements-Gymnasium in Tallinn. Er erhielt von seinen Eltern eine umfassende kaufmännische Ausbildung im eigenen Betrieb in Tallinn sowie bei Förster, Ruttmann & Co. und Mayer & Co. Luther besuchte in Moskau die Petri-Pauli-Schule und arbeitete bei Cornelius & Co. In London war er Volontär bei Linck, Moeller & Co. Sein Bruder Carl Wilhelm Luther (1859–1903) wurde Ingenieur, sein Bruder Johannes Heinrich Luther (1861–1932) schlug eine theologische Laufbahn ein.
Christian Wilhelm Luther führte nach dem Tod des Vaters 1876 das florierende Unternehmen fort. Bereits 1877 konnte er ein modernes Sägewerk im Tallinner Stadtbezirk Veerenni einweihen, das Schindeln selbst zuschnitt und damit die Abhängigkeit von finnischen Importen verringerte.

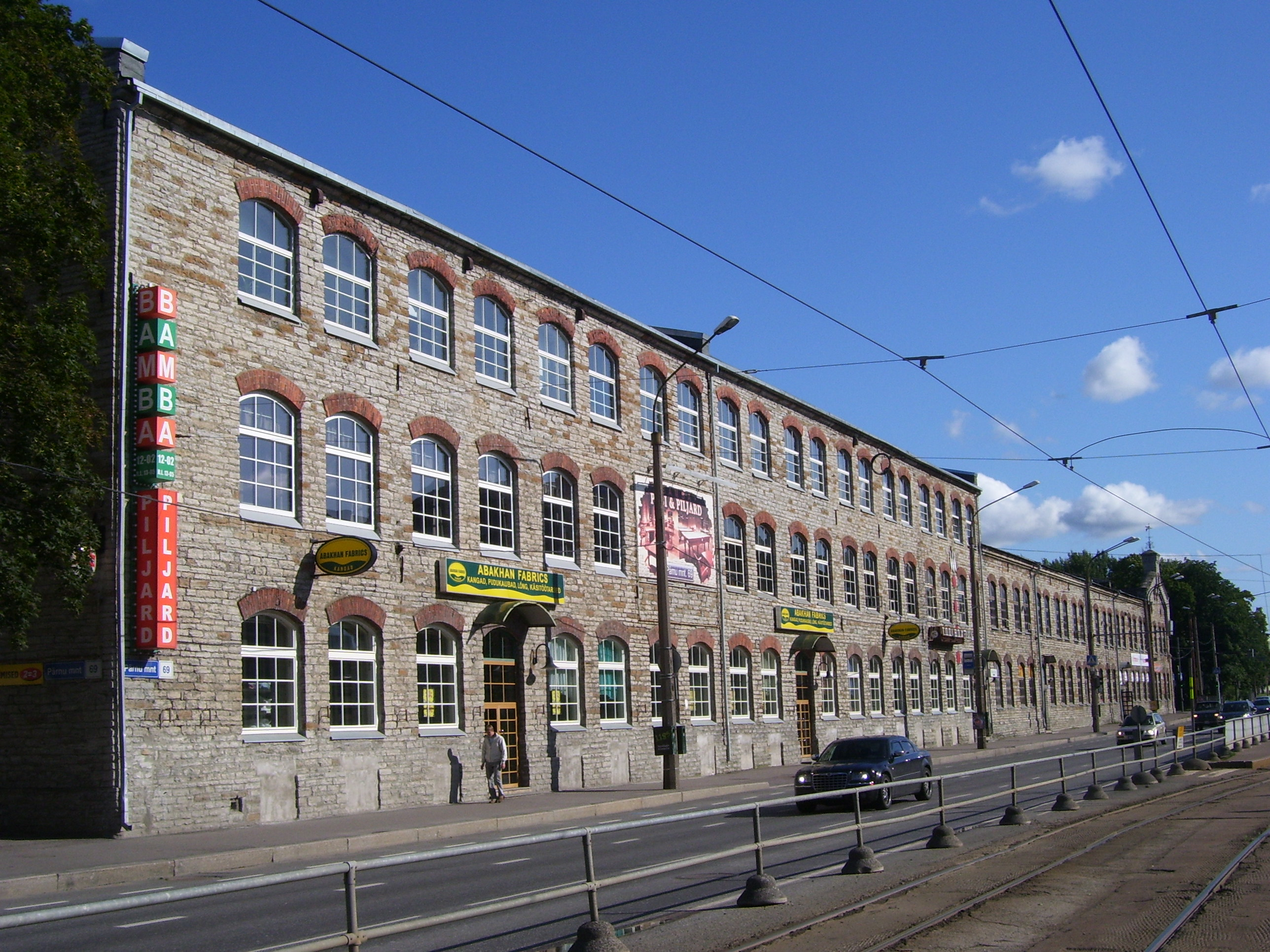
Die ehemaligen Fabrikgebäude der Möbelfirma A. M. Luther im Tallinner Stadtbezirk Veerenni

Ab 1880 spezialisierte sich die nach Christian Wilhelms Vater benannte Firma A.M. Luther auf die Möbelherstellung. 1883 gründete Luther das erste mechanisierte Holzverarbeitungsunternehmen in Tallinn. 1887 wurde die Fabrikation an einen günstigeren Standort in der estnischen Hauptstadt verlegt. Christian Wilhelm Luther war ihr Geschäftsführer, sein jüngerer Bruder, der Ingenieur und Maschinenbauer Carl Wilhelm Luther (1859–1903), der technische Leiter.
Ab 1884 brachte das Unternehmen Furniermöbel auf den Markt, ein Novum im damaligen russischen Reich. Christian Wilhelm Luther hatte die Technik aus Amerika übernommen. A.M. Luther entwickelte dazu eigene Spezialmaschinen für die Furnierherstellung. Die florierende Firma expandierte im Baltikum rasch. Hinzu kamen unter anderem ein eigenes Kraftwerk, eine Trocknungsanlage für Holz, Sägewerke und umfangreiche Fabrikgebäude für die Massenherstellung von Büro- und Haushaltsmöbeln.
Die Erfindung und Patentierung von wasserfestem Furnierleim durch einen Vetter der Brüder Luther gab der Firma weiteren Schwung. Die feuchtigkeitsfesten Furniermöbel wurden im Kassenschlager. Das Unternehmen stellte von nun an auch Reisekoffer, Hutschachteln, Eimer und andere Gebrauchsgegenstände her, später auch Flugzeug-, Auto- und Eisenbahnteile. Der Bau von Eisenbahnlinien in Estland und der Anschluss an das russische und finnische Eisenbahnnetz taten ihr Übriges für den wirtschaftlichen Erfolg.
Für den englischen Exportmarkt produzierte sie Kisten zum Transport von Tee. In London wurde 1897 die Exportfirma Venesta (für „Veneer + Estonia“) gegründet, die das alleinige Vertriebsrecht der Produkte im britischen Empire besaß.
1898 wurde A.M. Luther in eine Aktiengesellschaft umgewandelt. Christian Wilhelm Luther war bis zu seinem Tod 1914 ihr Direktor. Der Bruder Carl Wilhelm war dort als technischer Leiter beschäftigt.
Daneben gründeten die beiden Brüder die Tallinner Aktiengesellschaft Volta, deren Direktor er war. Das Unternehmen spezialisierte sich auf die Herstellung von Elektromotoren und -generatoren für den russischen Markt.
Christian Wilhelm Luther starb 1914 im badischen Heidelberg. Sein Sohn Martin Christian Luther (1883–1963) setzte das Unternehmen erfolgreich fort. Er wurde zu einem der einflussreichsten estländischen Unternehmer und Politiker während des Ersten Weltkriegs und in der Republik Estland der Zwischenkriegszeit.

## Gesellschaftliches Engagement
Ab 1903 war Luther Ehrenfriedensrichter. Er war außerdem Präsident der Sektion für Fabriksangelegenheiten des Revaler Börsen-Komitees. Ab 1893 war er stellvertretendes Mitglied und ab 1907 Präsident des Konvents der St. Nikolai-Kirche. Ab 1900 war Luther Honorarkonsul von Österreich-Ungarn. Er war Schwarzenhäupterbruder und Ältermann der Großen Gilde. Ab 1906 war er Präsident der Fabrikanten-Vereinigung, präsidierender Direktor der Kreditvereinigung der Immobilienbesitzer Revals. 1912 wurde er Mitglied des russischen Manufakturrats. Frankreich zeichnete ihn mit dem Titel Officier de l'instruction publique aus.

## Privatleben
Im Juli 1882 heiratete Christian Wilhelm Luther in London Helen (Nelly) Greiffenhagen.